# Robert al III-lea de Capua
Robert al III-lea (n. 1153–d. 1158), membru al dinastiei normande Hauteville, a fost principe de Capua începând din 1155.
Robert era cel de al doilea fiu al regelui Guillaume I "cel Rău" al Siciliei cu soția sa, Margareta de Navarra. El era copil când a fost numit principe de Capua, după ce tatăl său a urcat pe tron, în 1154. El a murit la numai trei ani după aceea. În locul său, titlul de principe de Capua va reveni fratelui său mai mic, Henric, după câțiva ani.